# Tugurský záliv
Tugurský záliv (rusky Тугурский залив) je rozlehlý záliv v západní části Ochotského moře, administrativně patří do Tuguro-čumikanského okresu Chabarovského kraje Ruské federace.

## Geografie
Tugurský záliv se nachází v severozápadní části Ochotského moře, jižně od Šantarských ostrovů. Vstup do zálivu se nachází mezi mysem Seneka a mysem Velká Dugandža a je široký téměř 58 km. Záliv se pak zužuje na přibližně 19 km a zasahuje asi 90 km hluboko v jihozápadním směru. Průměrná hloubka zálivu je 25 m.
Do zálivu ústí řeky Tugur a Kutyn. Východní a jižní strana zálivu je hustě zalesněná, všechny břehy zálivu jsou hornaté.
Záliv je od října do června pokrytý ledem.
Výška přílivu je asi 2 m, při vstupu do zálivu příliv dosahuje 4,74 m.

## Historie
Mezi roky 1852 až 1905 byl záliv častým cílem amerických, francouzských a ruských velrybářů, kteří mu říkali Šantarský záliv. Někteří velrybáři obchodovali s domorodci, nabízeli jim především lososy. Dne 28. července 1854 posádka bárky Isabelly z New Bedfordu uvedla, že z paluby lodě bylo vidět až 94 velrybářských lodí v zálivu. V zálivu během velrybářského období ztroskotalo několik lodí.
Od roku 1867 začaly ruské lodě vyhánět cizí velrybáře ze zálivu.
V zálivu byly zřízeny dvě velrybářské stanice. První z nich byla založena roku 1862 Rusko-americkou společností v jihovýchodní části, která se jmenuje Mamga. V roce 1863 obchodník Otto Wilhelm Lindholm zřídil při ústí řeky Tugur svou vlastní velrybářskou základnu a v roce 1865 odkoupil od Rusko-americké společnosti konkurenční stanici a získal tak v zálivu monopol. Základna u řeky Tugur byla využívána do roku 1870, základna v Mamze byla velrybáři využíván až do roku 1876.

## Fauna
Velryby grónské, kdysi v zálivu hojně rozšířené, jsou zde viděny již jen velmi vzácně. Během léta se velryby shlukují hlavně u ústí řeky Tugury, kde loví lososy. Na přelomu léta a podzimu jsou břehy zálivu plné migrujích bahňáků. Nejrozšířenějšími ptáky na pobřeží jsou jespák velký a vodouš malý.

## Projekt přílivové elektrárny
Od roku 1999 existuje projekt výstavby přílivové elektrárny na uzavření Tugurského zálivu. Celková roční produkce má být 27,6 TW a kapacita 10,3 GW.
Instalovaný výkon elektrárny je 7980 MW, roční výroba elektrické energie má být 20 miliard kW. Projekt bude potřebovat 15 milionů m³ a má být hotov během 11 let.
V letech 2004 a 2007 se zdálo, že výstavba je prakticky před zahájením. V lednu 2022 prezident Vladimir Putin vyzval k rychlému vypracování Tugurské přílivové elektrárny, aby první vyrobenou elektřinu poskytovala do roku 2030.